# 村上村
村上村（むらかみむら）は、長野県更級郡にあった村。現在の埴科郡坂城町のうち概ね千曲川以西の区域にあたる。

## 地理
- 山：岩井堂山、摺鉢山、三ツ頭山
- 河川：千曲川

## 歴史
- 1889年（明治22年）4月1日 - 町村制の施行により、上平村・網掛村・上五明村の区域をもって発足。
- 1960年（昭和35年）4月1日 - 埴科郡坂城町に編入。同日村上村廃止。